# 9 de setembro na Igreja Ortodoxa

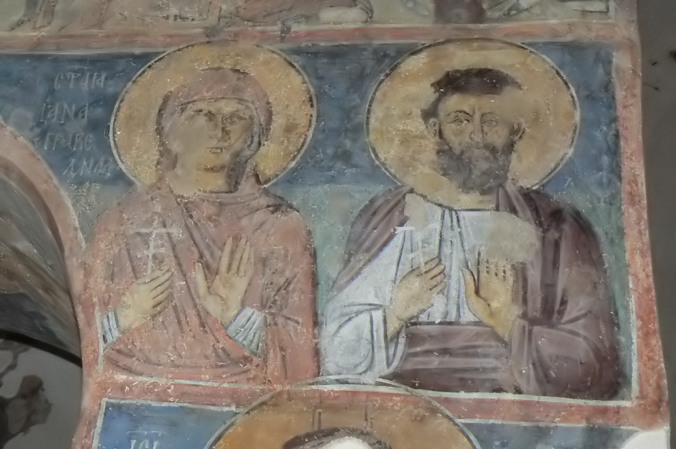
Afresco de Santos Joaquim e Ana, no Mosteiro de Zemen.

Esta página trata das comemorações relativas ao dia 9 de setembro no ano litúrgico ortodoxo.
Todas as comemorações fixas abaixo são comemoradas no dia 22 de setembro pelas igrejas ortodoxas sob o Velho Calendário. No dia 9 de setembro do calendário civil, as igrejas sob o Velho Calendário celebram as comemorações listadas no dia 28 de agosto.

## Festas
- Pós-Festa da Natividade de Nossa Santíssima Senhora, a Mãe de Deus e Sempre-Virgem Maria.[1][2][3]

## Santos
- Santos e Justos Antepassados de Deus Joaquim[4] e Ana[5][6][7][8][1][9][10]
- Venerável Teófanes, Confessor e Jejuador, do Monte Diabenos (299)[1][10][11][12][13]
- Mártir Caritão, pela espada[10][14][15]
- Mártires Jacinto, Alexandre e Tibúrcio, mártires da Sabina[16]
- Mártir Severiano de Sebástia (320)[1][10][17][18][19][20]
- São Rufo, Bispo de Salonica desde 407 (434)[21]
- Santo Agátocles, Bispo de Koroni e Padre do Terceiro Concílio Ecumênico (século V)[22]
- São Ciarán de Clonmacnoise (Kieran, Kyran), um dos Doze Apóstolos da Irlanda, primeiro Abade de Clonmacnoise e fundador da "Regra de Ciarán" (c. 545)[1][2][19][16][23][24]
- Santa Osmana (Osmanna, Argariarga), santa virgem que deixou a Irlanda e tornou-se anacoreta perto de Saint-Brieuc (c. 650)[16]
- Santo Audomar (Omer), Bispo de Thérouanne (670)[1][2][19][16]
- São Betelino (Bertram, Beorhthelm), discípulo de São Guthlac de Crowland e eremita em Crowland (século VIII)[2][16][25]
- Santa Vulfilda (Wulfhilda), Abadessa de Barking e Horton, na Inglaterra (c. 1000)[2][16]
- Abençoado Nicetas o Oculto, de Constantinopla, o Agradável a Deus (século XII)[1][2][3][26][13]
- Venerável José, abade de Volokolamsk e Taumaturgo (1515)[1][2][3][10][27][28]
- Venerável Joaquim, fundador do Mosteiro de Opochka, Pskov (c. 1550)[1][2]
- São Joaquim, monge do Mosteiro de São Nicolau Shartomsk em Suzdal (1625)[1]
- São Ciríaco do Mosteiro de Tazlău (1660)[1]
- Santo Onofre de Vorona (1789)[1][2][3]
- Novos Hieromártires Gregório Garyev, Presbítero[29] e Alexandre Ipatov, Diácono (1918)[30][2][3]
- Novo Hieromártir Zacarias (Lobov), Arcebispo de Voronej (1937)[1][2][3][31]
- Novos Hieromártires Sérgio Uklonsky, José Arkharov[32] e Aleixo Uspensky,[33] Presbíteros (1937)[2][3]
- Novo Hieromártir Demétrio Troitsky, Diácono (1937)[3][34]
- New Martyr Basílio Shikalov (1937)[2][3][35]
- Novo Hieromártir Andrônico (Surikov), Hieromonge, de Moscou (1938)[1][2][3][36]
- Novo Hieromártir Alexandre Vinogradov, Presbítero (1942)[2][3]

## Outras comemorações

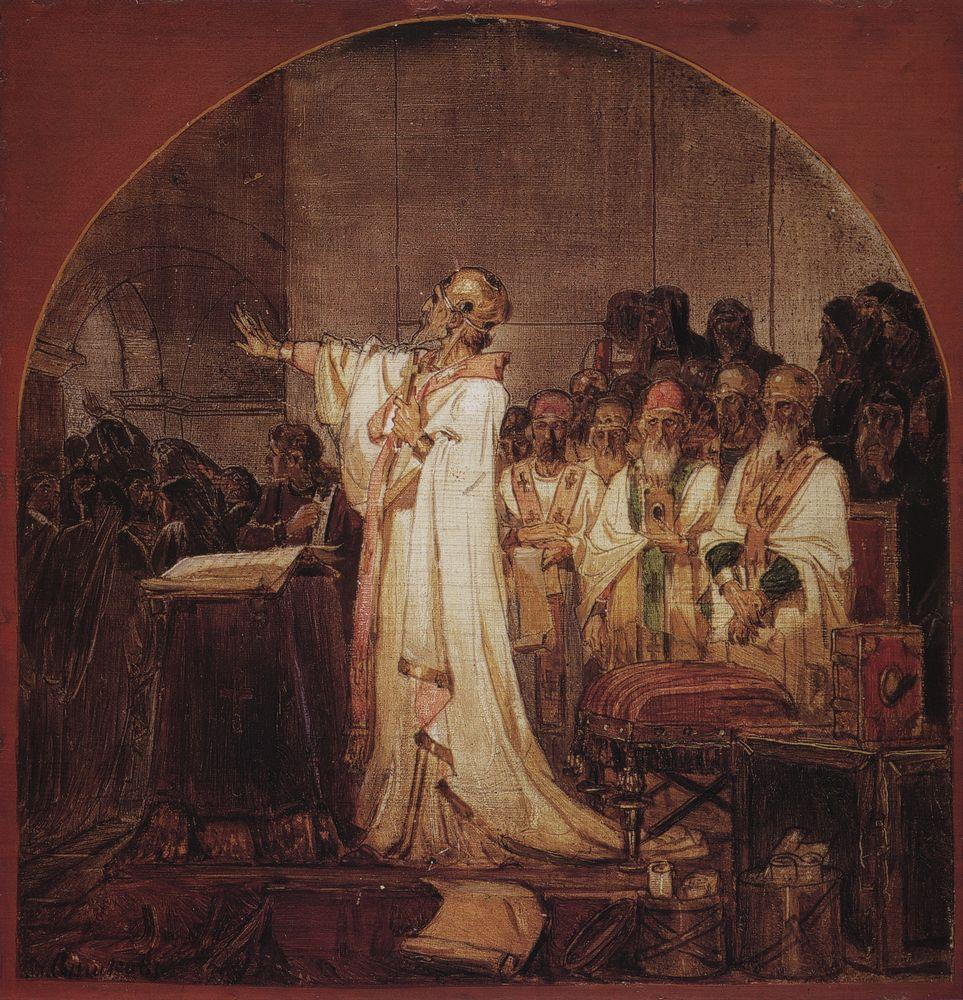
Pintura do Terceiro Concílio Ecumênico, por Vasily Surikov.

- Comemoração do Terceiro Concílio Ecumênico (431)[1][3][10][37][38][39][40]
- Descoberta e Translação das Relíquias (1896) de São Teodósio, Arcebispo de Chernigov (1696)[1][2][3][41][42]
- Sinaxe dos Veneráveis Anciães do Mosteiro de Glinsk:[42][43][44]
  - Venerável Basílio (Kishkin)
  - Venerável Filareto (Danilovsky)
  - Venerável Teodócio (Levchenko)
  - Venerável Macário (Sharov)
  - Venerável Martírio (Kirichenko)
  - Venerável Eutímio (Lyubimchenko)
  - Venerável Dositeu (Kolchenkov)
  - Venerável Iliadoro (Golovantsky)
  - Venerável Inocêncio (Stepanov)
  - Venerável Lucas (Shvets)
  - Venerável Arquipo (Shestakov)
  - Venerável Joanício (Gomolko)
  - Venerável Serafim (Amelin)
  - Venerável Andrônico (Lukash)
  - Venerável Serafim (Romantsov)
  - Venerável Zenóbio (Mazhugi), Metropolitan of Tetritsqaro (Seraphim in the schema).[43]
- Repouso do Ancião Joaquim da Cete de Santa Ana, no Monte Athos (1950)[1]
- Translação das Relíquias (1992) de São Gabriel de Białystok[45]